# 高妙仪
高妙仪（561年—578年），为南北朝北齐赵郡王高睿的女儿，冀州勃海郡人。
高妙仪被封为雍州扶风郡公主，祖父为假黄钺、左丞相、太尉公、冀州刺史、贞平王高琛（北齐神武帝高欢之弟）。父骠骑大将军、开府仪同、领军大将军、赵郡王高睿。周武帝宣政元年（578年）在都邑去世，春秋十八岁。当年四月廿三日葬在邺城西北里。史书文献没有记载，有墓志铭传世。